# Total Drama Island
 Der er for få eller ingen kildehenvisninger i denne artikel, hvilket er et problem. Du kan hjælpe ved at angive troværdige kilder til de påstande, som fremføres i artiklen.

Total Drama Island (Forkortet til TDI) er en animeret tegnefilmsserie. Serien havde et budget på 45 millioner kroner.
Deltagerne er delt op i to hold, De Hyldende Jordegern og Dræber Aborrerne
- Vært: Chris McClean
- Vinder: Owen (De Hyldende Jordegern)
- Finalist: Gwen (De Hyldende Jordegern)
- Lokation: Wawanakwa
- Antal afsnit: 27
- Antal deltagere: 22

Næste sæson: Total Drama Action

## Stemmer
| Rolle        | Engelske stemmer · Canada | Danske stemmer · Danmark |
| ------------ | ------------------------- | ------------------------ |
| Chris McLean | Christian Potenza         | Mathias Klenske          |
| Chef Hatchet | Clé Bennett               | Kasper Leisner           |
| Beth         | Sarah Gadon               |                          |
| Bridgette    | Kristin Fairlie           | Sasia Mølgaard           |
| Cody         | Peter Oldring             | Mikkel Christiansen      |
| Courtney     | Emilie-Claire Barlow      | Cecilie Stenspil         |
| DJ           | Clé Bennett               | Mads Knarreborg          |
| Duncan       | Drew Nelson               |                          |
| Eva          | Julia Chantrey            |                          |
| Ezekiel      | Peter Oldring             |                          |
| Geoff        | Dan Petronijevic          |                          |
| Gwen         | Megan Fahlenbock          | Malene Tabart            |
| Harold       | Brian Froud               |                          |
| Heather      | Rachel Wilson             |                          |
| Izzy         | Katie Crown               |                          |
| Justin       | Adam Reid                 |                          |
| Katie        | Stephanie Anne Mills      |                          |
| Leshawna     | Novie Edwards             | Sasia Mølgaard           |
| Lindsay      | Stephanie Anne Mills      |                          |
| Noah         | Carter Hayden             |                          |
| Owen         | Scott McCord              |                          |
| Trent        | Scott McCord              |                          |
| Tyler        | Peter Oldring             |                          |
| Sadie        | Lauren Lipson             | Malene Tabart            |
| Alejandro    | Marco Grazzini            |                          |
| Sierra       | Annick Obonsawin          |                          |
| Blainely     | Carla Collins             |                          |
| Josh         | Dwayne Hill               |                          |
| Brady        | Dan Petronijevic          |                          |
| DJs mor      | Clé Bennett               |                          |
| Hr. kokosnød | Scott McCord              | Lars Thiesgaard          |
| LeShaniqua   | Novie Edwards             |                          |

## Figurer
- Duncan – har flere gange flygtet fra ungdomsfængslet, er den skrappe type. Kæreste med Courtney. Er også medlem i et London-baserede punk-band kaldet Schnitzel Drengene
- Courtney – er en ledertype og perfektionist som hele tiden ringer til sin advokat, når der er noget, hun er utilfreds med.
- Harold Norbert Cheever Doris McGrady V – en rollespilsnørd. Fjende med Duncan og kæreste med Leshowna
- Leshawna – en stor bred mørkhudet dame inde fra storbyen.
- D.J – en stor sorthudet mand som dog er en mors dreng og har en stor kærlighed til sin kanin Kaninus fra Total Drama Island
- Heather – en sorthåret pige som er en mester til at snyde bedrage og manipulere med folk og er fjende med næsten alle det andre deltagere. Hun har i en episode kysset Trent efter at hun lige havde læst op fra sin dagbog til talentkonkurrencen. Hun kyssede Trent mod hans vilje, da hun arrangerede, at Gwen også kom, og da hun kyssede ham så hun sagde det til det andre og stemte ham hjem. Sandheden kom frem ved lejrbålsceremonien. Heathers forældre var glade, da hun skulle ind i Total Drama Island. Det ser man i en videobesked fra hendes hjem, hvor hendes forældre holder fest, fordi hun er væk, og sælger ud af hendes ting, men da de opdagede, at det blev sendt live, løj de om, at de elskede hende. Hun har også i Total Drama World Tour haft et forhold til Alejandro, hvor det dog derefter i sidste afsnit endte i en heftig slåskamp om at vinde pengene. På et tidspunkt blev Leshawna også meget sur på Heather, da hun blottede sig overfor Harold i X-treme tortur, da hendes top blev revet af af en gren ved et uheld i farten, da hun prøvede at få ham til at tabe.
- Trent – en følsom type som bruger det meste af tiden på at spille på guitaren og er kærester med Gwen.
- Gwen – en typisk gothpige
- Owen – en stor dreng på 150 kilo som spiser meget mad og er kæreste med Izzy.
- Izzy (iflg. hende selv hedder hun nogle gange Eksplosivio) – en skizofren pige med en IQ på 270 og mange sære vaner (er fx på flugt fra det canadiske militærpoliti) og kæreste med Owen.
- Justin – en mørk mand med et perfekt udsende som charmer alle damerne i Total Drama Island
- Beth – en typisk bondegårdspige som har en kæreste der hedder Brady (han ses i et billede i Total Drama Action afsnit 10)
- Lindsay – en dum blondine som er meget modeinteresseret og kæreste med Tyler.
- Geoff – en festabe som er kæreste med Bridgette.
- Bridgette – en typisk miljøelsker og vegetar som elsker at surfe.
- Tyler – en sportsmand som er bange for høns.
- Chef Hatchet – kokken i programmet hvor han laver bruger det meste af tiden til at lave ækel mad og er gode venner med Chris.
- Eva – en hidsig og muskuløs som har et fjendtligt forhold til mange af det andre deltager
- Hr. Kokosnød – en kokosnød som Owen skabte i en episode. Blev stemt ud samme episode.
- Ezekiel - en bondedreng der blev smidt ud tidligt

## Karakter
Total Drama Island Værten der hedder Chris Mclean, får 22 deltagere til at komme ud på en gammel lejrskole. Hvor de 22 deltagere derefter skal være med i et Reality show, hvor de kan vinde C$100,000 (521.570 DKK). Men hvem vinder?.

## Status
| Plads | Deltager  | Hold              | Status I                 | Status II             | Hold Status |
| ----- | --------- | ----------------- | ------------------------ | --------------------- | ----------- |
| 22    | Ezekiel   | Dræber Aborrerne  | Startede Afsnit 1        | Elimineret Afsnit 2   | Hold        |
| N/A   | Eva       | Dræber Aborrerne  | Startede Afsnit 1        | Elimineret Afsnit 3   | Hold        |
| 21    | Noah      | Hylende Jordegern | Startede Afsnit 1        | Elimineret Afsnit 4   | Hold        |
| 20    | Justin    | Hylende Jordegern | Startede Afsnit 1        | Elimineret Afsnit 5   | Hold        |
| 19    | Katie     | Dræber Aborrerne  | Startede Afsnit 1        | Elimineret Afsnit 6   | Hold        |
| 18    | Tyler     | Dræber Aborrerne  | Startede Afsnit 1        | Elimineret Afsnit 7   | Hold        |
| N/A   | Izzy      | Hylende Jordegern | Startede Afsnit 1        | Elimineret Afsnit 8   | Hold        |
| 17    | Cody      | Hylende Jordegern | Startede Afsnit 1        | Elimineret Afsnit 9   | Hold        |
| 16    | Beth      | Hylende Jordegern | Startede Afsnit 1        | Elimineret Afsnit 10  | Hold        |
| 15    | Sadie     | Dræber Aborrerne  | Startede Afsnit 1        | Elimineret Afsnit 11  | Hold        |
| 14    | Courtney  | Dræber Aborrerne  | Startede Afsnit 1        | Elimineret Afsnit 12  | Hold        |
| 13    | Harold    | Dræber Aborrerne  | Startede Afsnit 1        | Elimineret Afsnit 13  | Hold        |
| 12    | Eva       | Dræber Aborrerne  | Vender Tilbage Afsnit 15 | Elimineret Afsnit 15  | Sammensat   |
| 11    | Trent     | Hylende Jordegern | Startede Afsnit 1        | Elimineret Afsnit 16  | Sammensat   |
| 10    | Bridgette | Dræber Aborrerne  | Startede Afsnit 1        | Elimineret Afsnit 17  | Sammensat   |
| 9     | Lindsay   | Hylende Jordegern | Startede Afsnit 1        | Elimineret Afsnit 18  | Sammensat   |
| 8     | DJ        | Dræber Aborrerne  | Startede Afsnit 1        | Elimineret Afsnit 18  | Sammensat   |
| 7     | Izzy      | Hylende Jordegern | Vender Tilbage Afsnit 15 | Elimineret Afsnit 20  | Sammensat   |
| 6     | Geoff     | Dræber Aborrerne  | Startede Afsnit 1        | Elimineret Afsnit 21  | Sammensat   |
| 5     | Leshawna  | Hylende Jordegern | Startede Afsnit 1        | Elimineret Afsnit 22  | Sammensat   |
| 4     | Duncan    | Dræber Aborrerne  | Startede Afsnit 1        | Elimineret Afsnit 24  | Sammensat   |
| 3     | Heather   | Hylende Jordegern | Startede Afsnit 1        | Elimineret Afsnit 25  | Sammensat   |
| 2     | Gwen      | Hylende Jordegern | Startede Afsnit 1        | Anden Plads Afsnit 26 | Sammensat   |
| 1     | Owen      | Hylende Jordegern | Startede Afsnit 1        | Vinder Afsnit 26      | Sammensat   |

## Udfordringer
| Episode                     | Udfordring |
| --------------------------- | --- |
| Ikke så glade campister 1/2 | Springe ned af en 300 meter høj klippe fuld af hajer undtagen en lille zone                                                              |
| Ikke så glade campister 2/2 | Bygge et boblebad |
| The big Sleep               | Løbe 20 kilometer og derefter holde sig vågne i længst tid                                                                               |
| Høvdingebold slåskamp       | Høvdingeboldkamp |
| Ikke ret berømt             | Talentkonkurrence |
| The Sucky Outdoors          | Overleve en nat ude i skoven |
| Fobi faktor                 | Deltagerne skal gennemføre deres største frygt                                                                                           |
| Up Creek                    | Sejle med kano til Boney Island kom til den andne side af øen tænde et bål og kom tilbage                                                |
| Paintball Deer Hunter       | Skyde hinanden ned med paint ball pistoler med 2 hold hvor den ene er jægerne og den anden er hjortene og at hjortene skal undgå jægerne |

## "Total drama island" i andre lande
| Canada                     | Teletoon                                 |                                 |                                       |             |           |            |             |       |                        |
| United States              | Cartoon Network                          |                                 |                                       |             |           |            |             |       |                        |
| Frankrig                   | Télétoon                                 |                                 |                                       |             |           |            |             |       |                        |
| Brasilien                  | Cartoon Network (Brasilien)              | Boomerang (Brasilien) , RedeTV! |                                       |             |           |            |             |       |                        |
| Mexico                     | Cartoon Network (Sydamerika) , Boomerang |                                 |                                       |             |           |            |             |       |                        |
| Venezuela                  | Cartoon Network (Sydamerika) , Boomerang | Televen, Venevisión             |                                       |             |           |            |             |       |                        |
| Dominikanske Republik      | Cartoon Network (Sydamerika) , Boomerang |                                 |                                       |             |           |            |             |       |                        |
| Ecuador                    | Cartoon Network (Sydamerika) , Boomerang |                                 |                                       |             |           |            |             |       |                        |
| Peru                       | Cartoon Network (Sydamerika) , Boomerang |                                 |                                       |             |           |            |             |       |                        |
| Argentina                  | Cartoon Network (Sydamerika) , Boomerang |                                 |                                       |             |           |            |             |       |                        |
| Chile                      | Cartoon Network (Sydamerika) , Boomerang | Megavision                      |                                       |             |           |            |             |       |                        |
| Colombia                   | RCN Televisión                           |                                 |                                       |             |           |            |             |       |                        |
| Costa Rica                 |                                          |                                 |                                       |             |           |            |             |       |                        |
| Polen                      | Cartoon Network (Europa)                 |                                 |                                       |             |           |            |             |       |                        |
| Ungarn                     | Cartoon Network (Europa)                 | TV2 (Ungarn)                    | RTL KLUB                              |             |           |            |             |       |                        |
| Rumænien                   | Cartoon Network (Europa)                 |                                 |                                       |             |           |            |             |       |                        |
| Norge                      | Cartoon Network, Norden                  |                                 |                                       |             |           |            |             |       |                        |
| Sverige                    | Cartoon Network, Norden                  |                                 |                                       |             |           |            |             |       |                        |
| Danmark                    | Cartoon Network, Norden                  |                                 |                                       |             |           |            |             |       |                        |
| United Kingdom             | Disney XD (UK & Irland)                  | Channel 4                       |                                       |             |           |            |             |       |                        |
| Irland                     | Disney XD (UK & Irland)                  | TG4                             |                                       |             |           |            |             |       |                        |
| Holland                    | Disney XD (Holland)                      | Cartoon Network (Holland)       |                                       |             |           |            |             |       |                        |
| Japan                      | Disney XD (Japan)                        | Cartoon Network (Japan)         |                                       |             |           |            |             |       |                        |
| Australien                 | ABC1, ABC3                               | Cartoon Network (Australien)    |                                       |             |           |            |             |       |                        |
| New Zealand                | TV2 (New Zealand)                        |                                 |                                       |             |           |            |             |       |                        |
| Spanien                    | Disney XD                                |                                 |                                       |             |           |            |             |       |                        |
| Forenede Arabiske Emirater | Cartoon Network Mellemøsten              |                                 |                                       |             |           |            |             |       |                        |
| Saudi Arabien              | Cartoon Network Mellemøsten              |                                 |                                       |             |           |            |             |       |                        |
| Rusland                    | Cartoon Network (Bulgarien)              | 2x2                             |                                       |             |           |            |             |       |                        |
| Bulgarien                  | Diema 2                                  | Cartoon Network (Bulgarien)     |                                       |             |           |            |             |       |                        |
| Italien                    | K-2                                      |                                 |                                       |             |           |            |             |       |                        |
| Iran                       | GEM TV                                   | GEM JUNIOR                      |                                       |             |           |            |             |       |                        |
| Israel                     | Arutz HaYeladim                          |                                 |                                       |             |           |            |             |       |                        |
| Serbien                    | TV-Avala                                 |                                 |                                       |             |           |            |             |       |                        |
| Portugal                   | Cartoon Network (Europa)                 | Televisão Independente          | Sociedade Independente de Comunicação | RTP2        | RTP1      | SIC K      | Canal Panda |       |                        |
| Tjekkiet                   | Cartoon Network (Europa)                 | Tv Nova (Tjekkiet)              | Tv Prima                              |             |           |            |             |       |                        |
| Finland                    | Cartoon Network, Norden                  | MTV3                            | YLE TV2                               | Sub Juniori | Nelonen   |            |             |       |                        |
| Tyskland                   | Cartoon Network (Tyskland)               | Super RTL                       | RTL II                                | Pokito      | ProSieben | kabel eins | Pokito      | KI.KA | Nickelodeon (Tyskland) |
| Østrig                     | Cartoon Network (Tyskland)               | ORF                             |                                       |             |           |            |             |       |                        |
| Liechtenstein              |                                          |                                 |                                       |             |           |            |             |       |                        |
| Slovakiet                  | Cartoon Network (Europa)                 | Jednotka                        | TV JOJ                                | TV Markíza  |           |            |             |       |                        |
| Kina                       |                                          |                                 |                                       |             |           |            |             |       |                        |
| Syd Korea                  |                                          |                                 |                                       |             |           |            |             |       |                        |
| Kroatien                   |                                          |                                 |                                       |             |           |            |             |       |                        |
| Thailand                   |                                          |                                 |                                       |             |           |            |             |       |                        |
| Slovenien                  |                                          |                                 |                                       |             |           |            |             |       |                        |
| Schweiz                    | Cartoon Network (Tyskland)               |                                 |                                       |             |           |            |             |       |                        |

## Dvd-udgivelse
En DVD blev udgivet af Cartoon Network den 18. august 2009 i USA. Den indeholder alle 27 episoder (594 minutter) for den sæson og bonusmateriale (Kaldt x-tras)som bl.a. indbefatter videoer på omkring 30 sekunder hvor deltagerne siger hvorfor det skulle være med (Izzy har lavet to bånd) og en video, hvor Izzy interviewer Chris.